# Bågskytte vid europeiska spelen 2019
Bågskytte vid europeiska spelen 2019 avgjordes mellan 21 och 27 juni 2019. Under tävlingarna delades det ut medaljer i åtta stycken grenar. Runt 128 idrottare deltog i tävlingarna som avgjordes i recurvebåge (olympisk disciplin) och compoundbåge.
Tävlingarna i recurvebåge var en del av kvalet till Olympiska sommarspelen 2020.

## Medaljsummering
Recurvebåge
| Gren                | Guld                                                           | Silver                                                        | Brons                                                  |
| Herrar individuellt | Mauro Nespoli (ITA)                                            | Steve Wijler (NED)                                            | Pablo Acha (ESP)                                       |
| Herrar lag          | Frankrike Pierre Plihon Thomas Chirault Jean-Charles Valladont | Nederländerna Sjef van den Berg Jan van Tongeren Steve Wijler | Italien Marco Galiazzo Mauro Nespoli David Pasqualucci |
| Damer individuellt  | Tatiana Andreoli (ITA)                                         | Lucilla Boari (ITA)                                           | Gabriela Bayardo (NED)                                 |
| Damer lag           | Storbritannien Sarah Bettles Naomi Folkard Bryony Pitman       | Belarus Karyna Dziominskaja Karyna Kazlouskaja Hanna Marusava | Danmark Randi Degn Maja Jager Anne Marie Laursen       |
| Mixlag              | Italien Lucilla Boari Mauro Nespoli                            | Storbritannien Naomi Folkard Patrick Huston                   | Tyskland Michelle Kroppen Cedric Rieger                |

Compoundbåge
| Gren                | Guld                                    | Silver                                      | Brons                              |
| Herrar individuellt | Mike Schloesser (NED)                   | Gilles Seywert (LUX)                        | Mario Vavro (CRO)                  |
| Damer individuellt  | Toja Ellison (SLO)                      | Natalja Avdejeva (RUS)                      | Sophie Dodemont (FRA)              |
| Mixlag              | Ryssland Natalja Avdejeva Anton Bulajev | Nederländerna Sanne de Laat Mike Schloesser | Turkiet Yeşim Bostan Evren Çağıran |

## Medaljtabell
| Pl.    | Nation         | Guld | Silver | Brons | Totalt |
| ------ | -------------- | ---- | ------ | ----- | ------ |
| 1      | Italien        | 3    | 1      | 1     | 5      |
| 2      | Nederländerna  | 1    | 3      | 1     | 5      |
| 3      | Storbritannien | 1    | 1      | 0     | 2      |
| 3      | Ryssland       | 1    | 1      | 0     | 2      |
| 5      | Frankrike      | 1    | 0      | 1     | 2      |
| 6      | Slovenien      | 1    | 0      | 0     | 1      |
| 7      | Vitryssland    | 0    | 1      | 0     | 1      |
| 7      | Luxemburg      | 0    | 1      | 0     | 1      |
| 9      | Kroatien       | 0    | 0      | 1     | 1      |
| 9      | Danmark        | 0    | 0      | 1     | 1      |
| 9      | Tyskland       | 0    | 0      | 1     | 1      |
| 9      | Spanien        | 0    | 0      | 1     | 1      |
| 9      | Turkiet        | 0    | 0      | 1     | 1      |
| Totalt | Totalt         | 8    | 8      | 8     | 24     |